# Cappella Maggiore
Cappella Maggiore település Olaszországban, Veneto régióban, Treviso megyében. Lakosainak száma 4645 fő (2023. január 1.). Cappella Maggiore Colle Umberto, Cordignano, Fregona, Sarmede és Vittorio Veneto községekkel határos.

## Népesség
A település népességének változása:
| Lakosok száma | 4700 | 4692 | 4645 |
|               | 2017 | 2018 | 2023 |